# Eupithecia thermosaria
Eupithecia thermosaria is een vlinder uit de familie van de spanners (Geometridae). De wetenschappelijke naam van de soort is voor het eerst geldig gepubliceerd in 1903 door Hampson.
De soort komt voor in Jammu en Kasjmir, Afghanistan, Kirgizië en Tadzjikistan. Hij vliegt op hoogtes van 2800 tot 4500 meter boven zeeniveau.